# Аутономистичка странка
Аутономистичка странка (италијански:  Partito Autonomista; хрватски: Autonomaška stranka) била је италијанско-далматинска политичка странка на далматинској политичкој сцени, која је постојала око 70 година у 19. веку и до момента избијања Првог светског рата. Њен циљ је био очување аутономије Краљевине Далмације у оквиру Аустроугарске империје, за разлику од уједињења са Краљевином Хрватске и Славоније. Аутономашка странка је оптужена да је тајно била проиталијански покрет због одбране права етничких Италијана у Далмацији. Аутономистичка странка није тврдила да је италијански покрет и назначила је да саосећа са осећајем хетерогености међу Далматинцима, отворено се супротстављајући етничком национализму. На изборима 1861. године, аутономаши су освојили 27 места у Далмацији, док је далматински хрватски националистички покрет, Народна странка, освојила само четрнаест места. Овај број се брзо смањивао: већ 1870. године аутономаши су изгубили већину у Сабору, док су 1908. године освојили само 6 од 43 места.

## Историја
Традиционално повезана са идејом далматинске нације коју је заступао Николо Томазео у првој половини 19. века и сматрана сусретом латинског света са словенским, странка је у почетку привукла и симпатије неколико словенских Далматинаца, истовремено одржавајући неспорну отвореност према италијанском културном свету.
Далматинска грана Народне странке, која је подржавала уједињење Далмације са Краљевином Хрватске и Славоније у Угарској, сматрала је аутономаше подржаваоцима италијанске анексије Далмације, што би касније заиста била амбиција италијанске државе. Аутономашка странка је добила гласове далматинских Италијана и бројних двојезичних Словена као и Хрвата и Срба, и контролисала је већину далматинских приморских градова: ова странка је имала већину у Сабору Далмације средином 19. века. Међутим, 1870. године демократске измене изборних закона омогућиле су већинском хрватском становништву Далмације да први пут утиче на исход избора. Демократске реформе су омогућиле већем делу опште популације да гласа (у обзир су узета чак и подручја где је несловенско становништво било већина) и стога Аутономашка странка више није имала већину: до избијања Првог светског рата, само је град Зара (сада Задар) остао у рукама аутономиста.
Сличан, али независан политички развој догодио се у Ријеци, где је Микеле Мајлендер захтевајући већу аутономију од централизоване мађарске извршне власти Дежеа Банфија основао аутономистичку странку 1896. године. Иако помињање Далмације никада није експлицитно поменуто међу аутономашима (који су у великој мери читали Томасеа и Бајамонтија), циљеви странке били су веома слични онима у Далмацији, јер је дошло до противљења укључивања града у територију Хрватске.
Као и у Задру, странка је остала на власти до 1914. године, и оба града, иако их је Краљевина Срба, Хрвата и Словенаца полагала на Париској мировној конференцији, званично су била додељена Италији: Задар Рапалским споразумом, а Ријека Римским споразумом, којим је сам град Ријека дат Италији, а суседна лука Сушак је припала Југославији.
Гроф Франческо Борели се залагао за аутономију Краљевине Далмације, тврдећи да она нема никакве везе са Хрватском. Иако је признао да је већина становништва Словени по језику, менталитету и погледу на свет, тврдио је да је „виша“ култура Далмације италијанска.
Почетком 20. века, Аутономашка странка је изгубила већину у скоро целој Далмацији. То је био почетак доминације групе далматинских Италијана из Задра, предвођених Луиђијем Зилиотом и Ђованијем Бугатом, који су подржавали италијански иредентизам у Далмацији : странка је угушена 1915. године када је Италија објавила рат Аустрији током Првог светског рата.

## Избори за Далматински Сабор
Година избора: Број освојених/Број расположивих места у сабору
- 1861: 12/41
- 1864: 32/41
- 1867: 26/41
- 1870: 16/41
- 1876: 11/41
- 1883: 7/41
- 1889: 6/41
- 1895: 6/41
- 1901: 6/41

## Извори
- И. Перић, Далматински сабор 1861-1912 (1918), Задар 1978.
- Душко Кечкемет, Бајамонти и Сплит, Слободна Далмација: Сплит 2007.
- Грга Новак, Прошлост Далмације књига друга, Марјан тисак: Сплит 2004.
- Јосип Врандечић, Далматински аутономистички покрет у КСИКС. столећу, Загреб, 2002.